# Rîbkî, Pișceanka
Rîbkî (în ucraineană Рибки) este un sat în comuna Ciornomîn din raionul Pișceanka, regiunea Vinnița, Ucraina.

## Demografie
Componența lingvistică a localității Rîbkî
     Ucraineană (98,26%)
     Rusă (1,74%)
Conform recensământului din 2001, majoritatea populației localității Rîbkî era vorbitoare de ucraineană (98,26%), existând în minoritate și vorbitori de rusă (1,74%).